# Glanebezirk
Der Glanebezirk (französisch District de la Glâne, Freiburger Patois le dichtri de la Yannaⓘ) ist einer der sieben Bezirke des Kantons Freiburg in der Schweiz.
Zum Glanebezirk gehören 14 Gemeinden:
Stand: 1. Januar 2025
| Wappen     | Name der Gemeinde         | Einwohner (31. Dezember 2023) | Fläche in km² | Einwohner pro km² |
| ---------- | ------------------------- | ----------------------------- | ------------- | ----------------- |
|            | Billens-Hennens           | 908                           | 4,89          | 186               |
|            | Châtonnaye                | 865                           | 6,31          | 137               |
|            | Grangettes                | 212                           | 3,31          | 64                |
|            | Le Châtelard              | 352                           | 7,49          | 47                |
|            | Massonnens                | 606                           | 4,29          | 141               |
|            | Mézières (FR)             | 1147                          | 8,93          | 128               |
|            | Romont (FR)               | 5891                          | 10,89         | 541               |
|            | Rue                       | 2632                          | 20,04         | 131               |
|            | Siviriez                  | 2566                          | 20,28         | 127               |
|            | Torny                     | 1082                          | 10,18         | 106               |
|            | Ursy                      | 4025                          | 17,13         | 235               |
|            | Villaz                    | 2347                          | 15,43         | 152               |
|            | Villorsonnens             | 1526                          | 15,47         | 99                |
|            | Vuisternens-devant-Romont | 2352                          | 24,02         | 98                |
| Total (14) | Total (14)                | 26'511                        | 168,66        | 157               |

## Veränderungen im Gemeindebestand

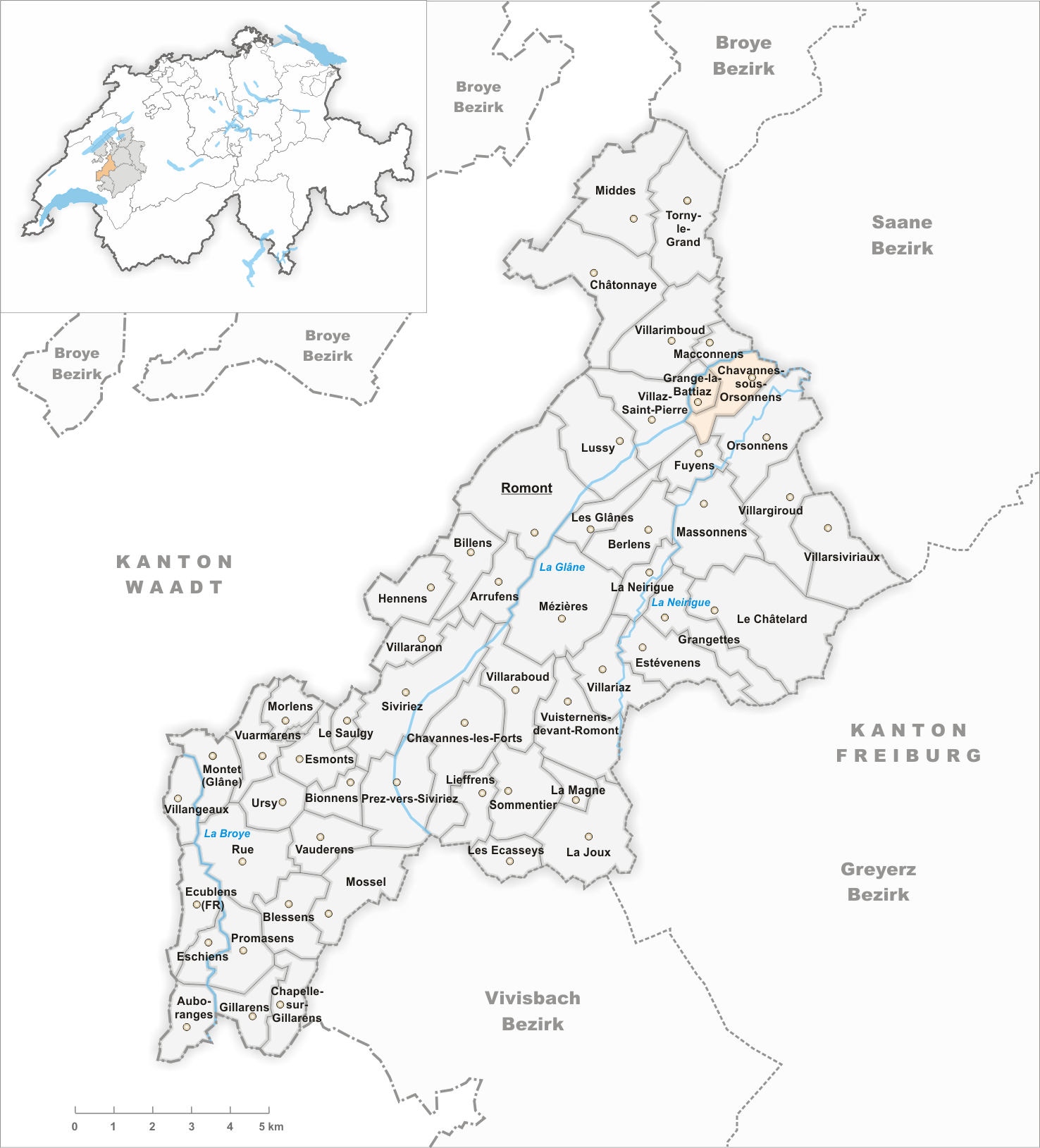
Gemeinden bis 1865
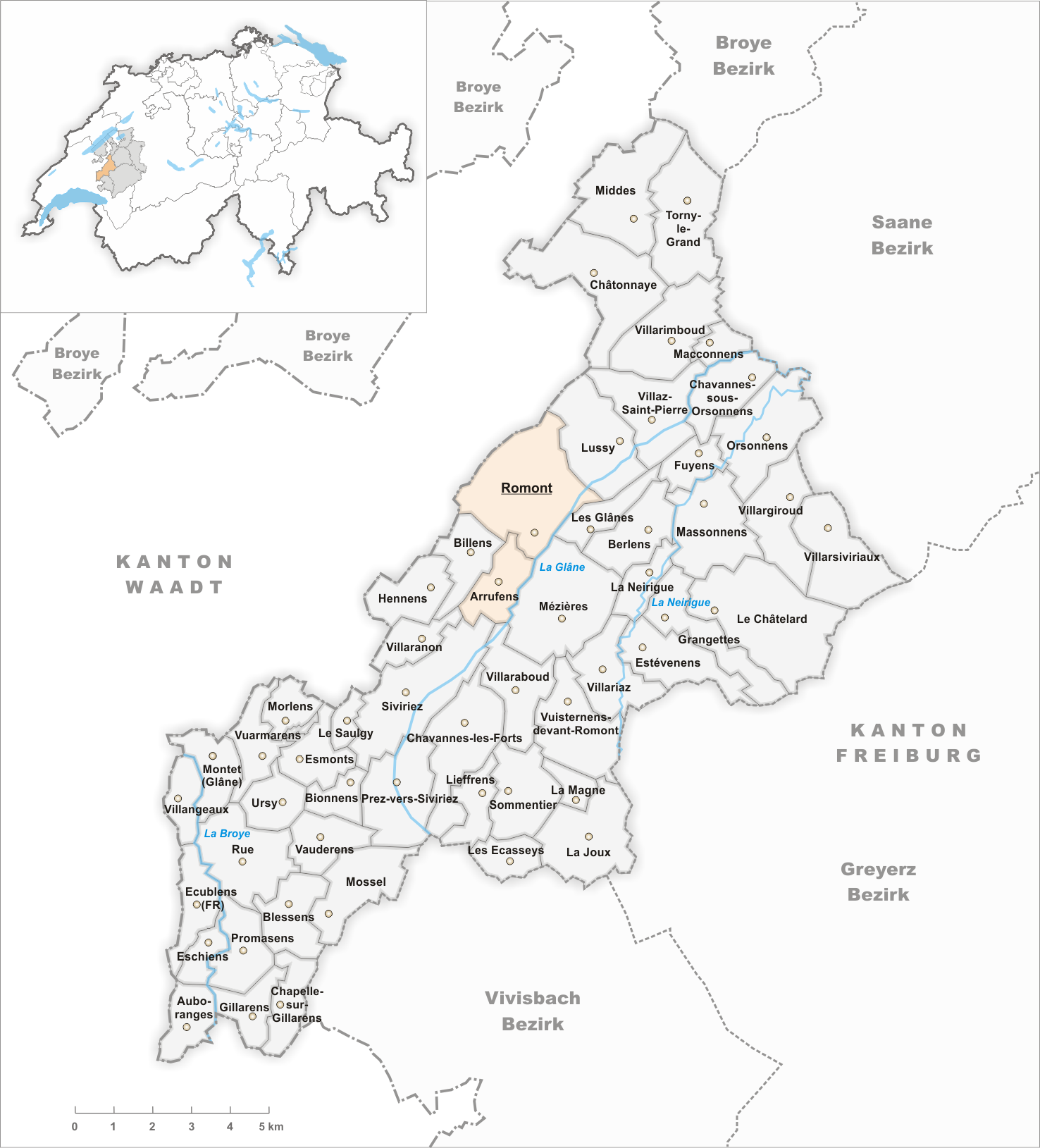
Gemeinden bis 1867
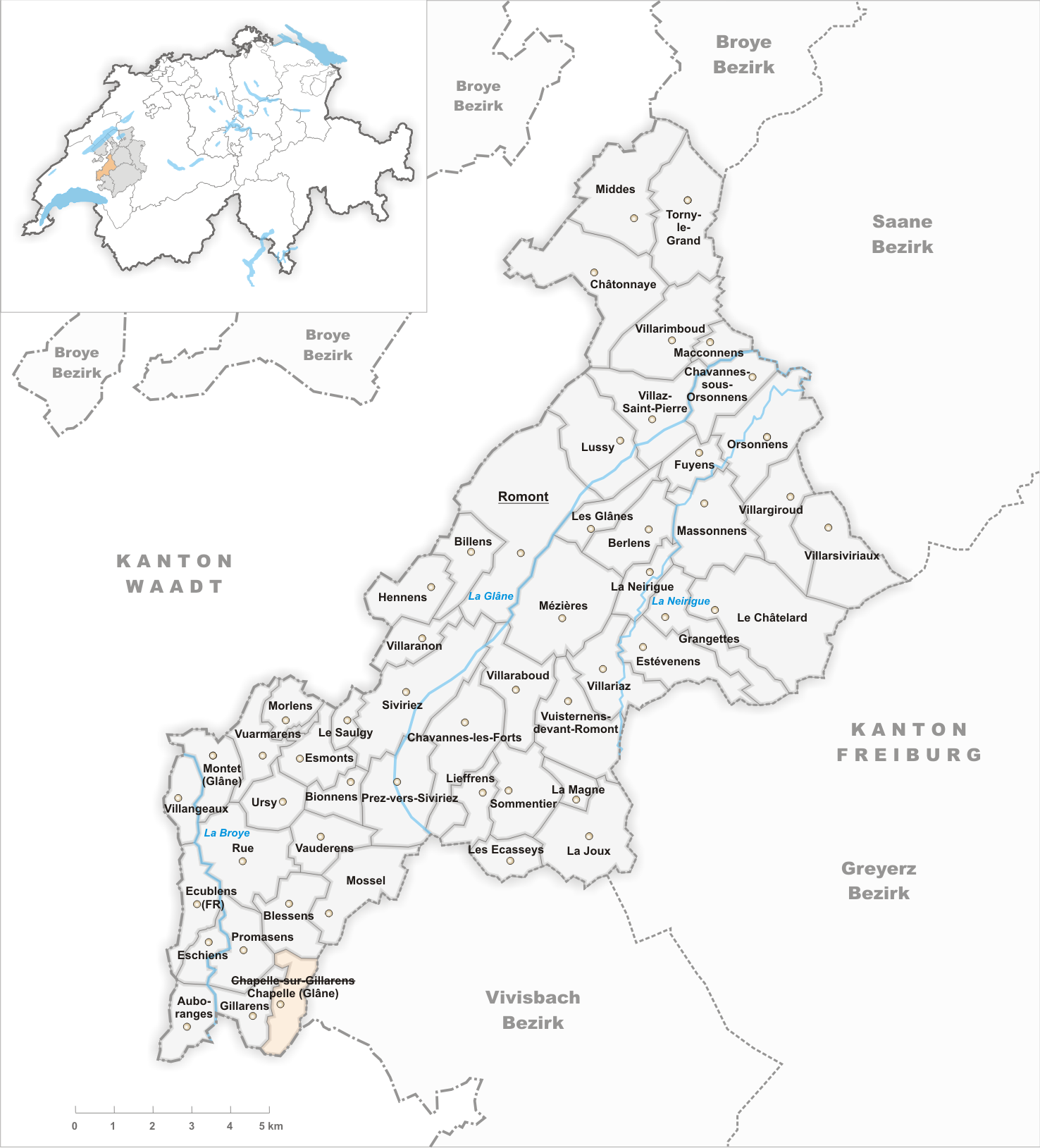
Gemeinden bis 1952
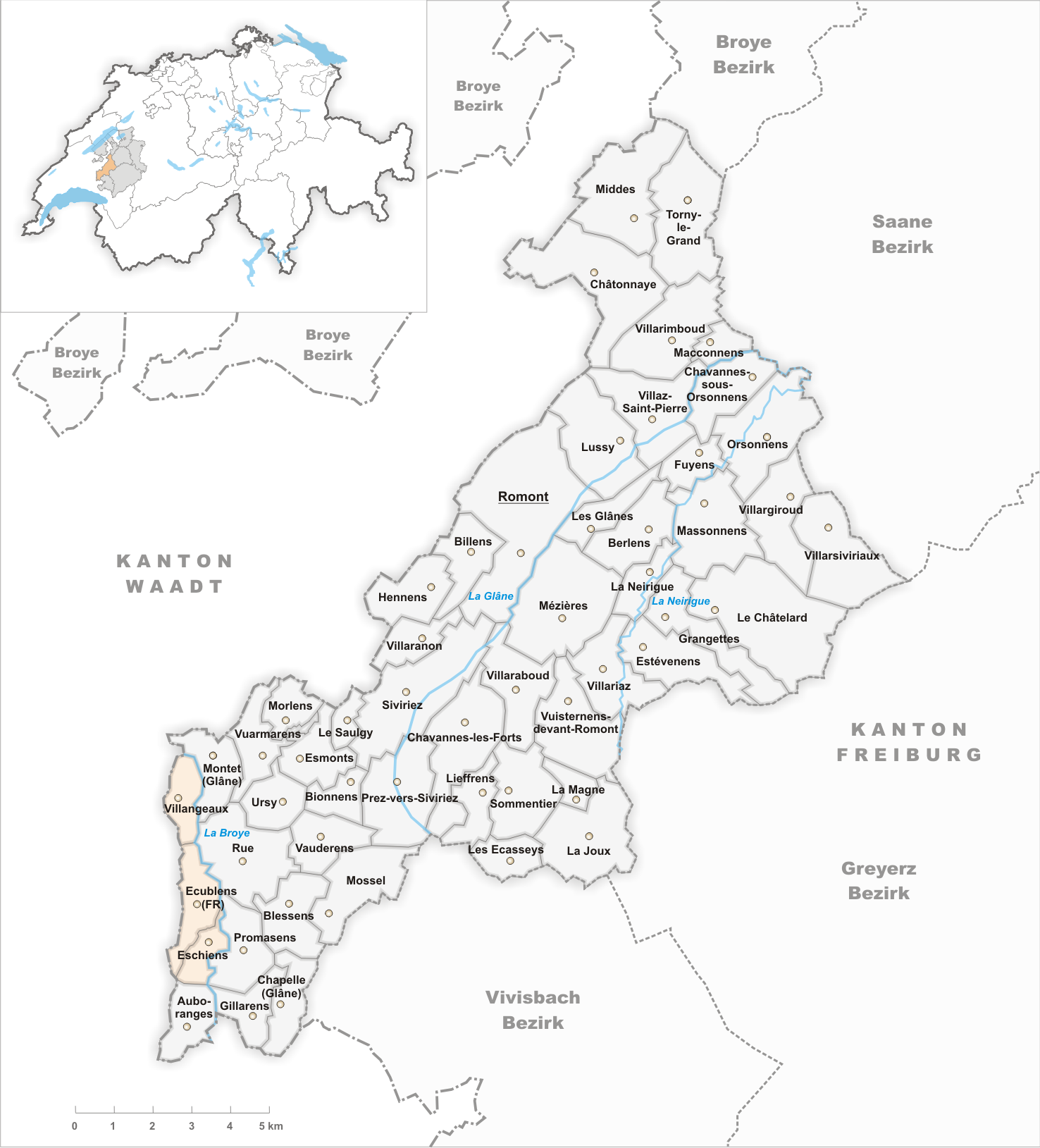
Gemeinden bis 1969
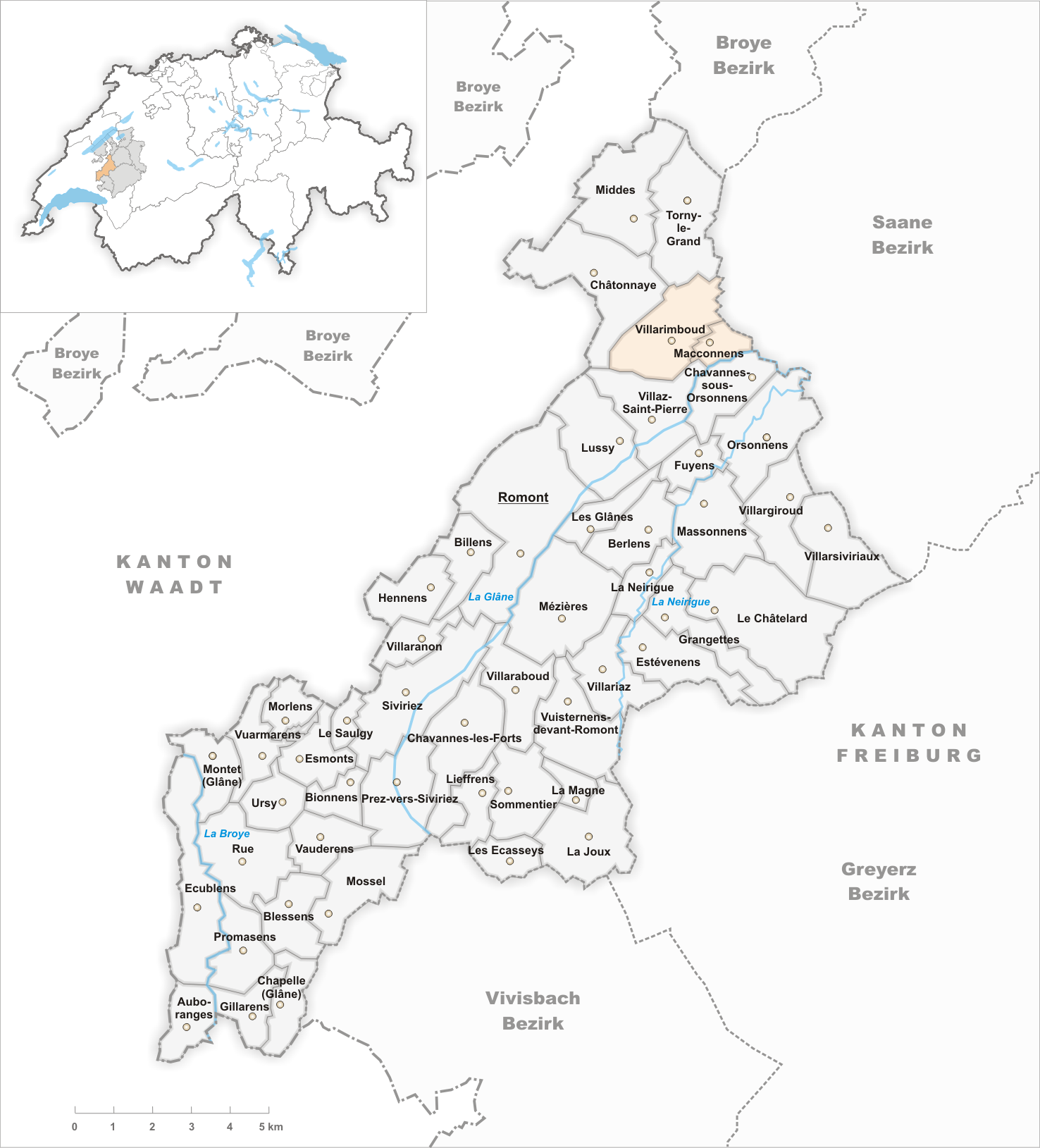
Gemeinden bis 1972
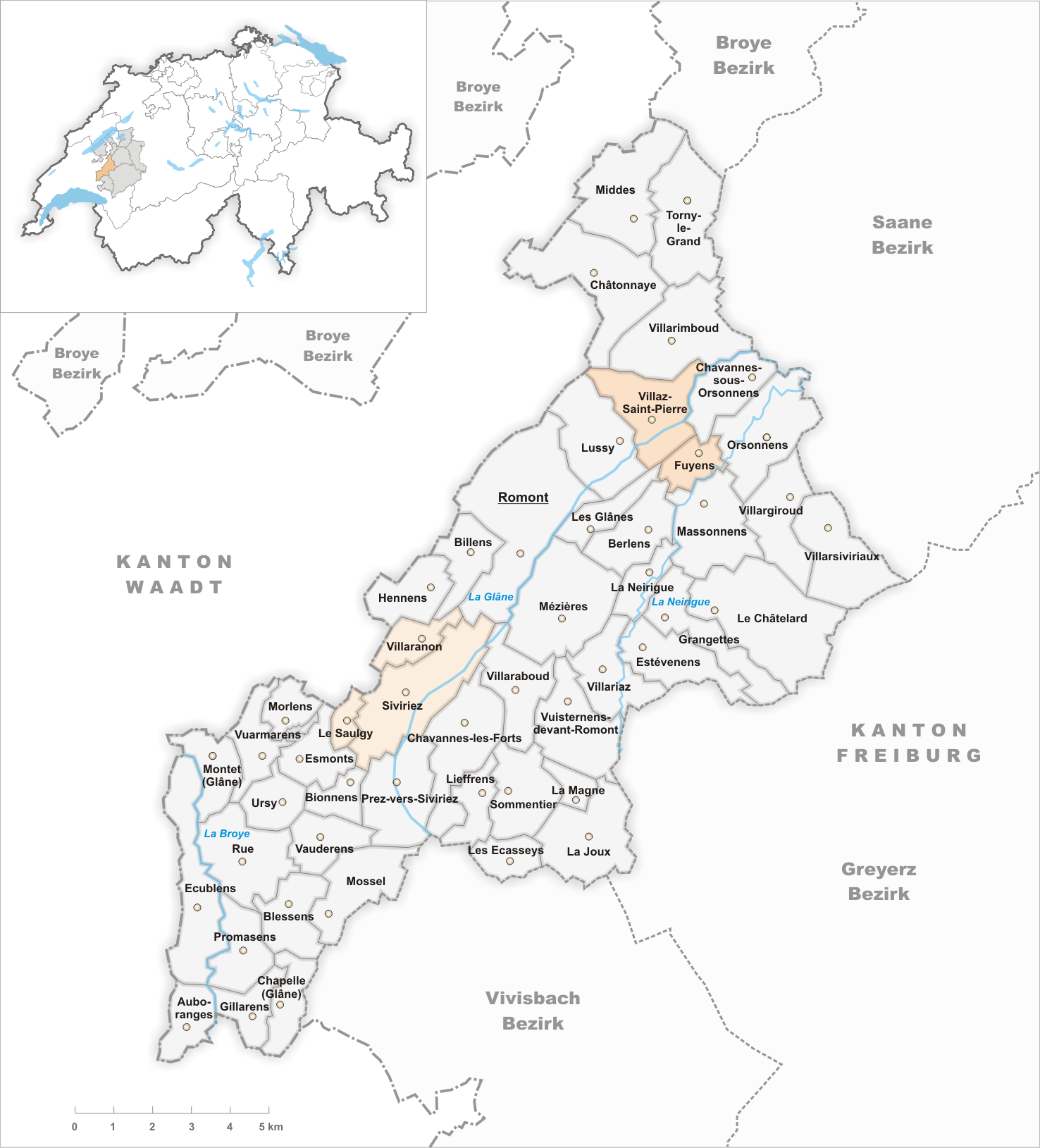
Gemeinden bis 1977
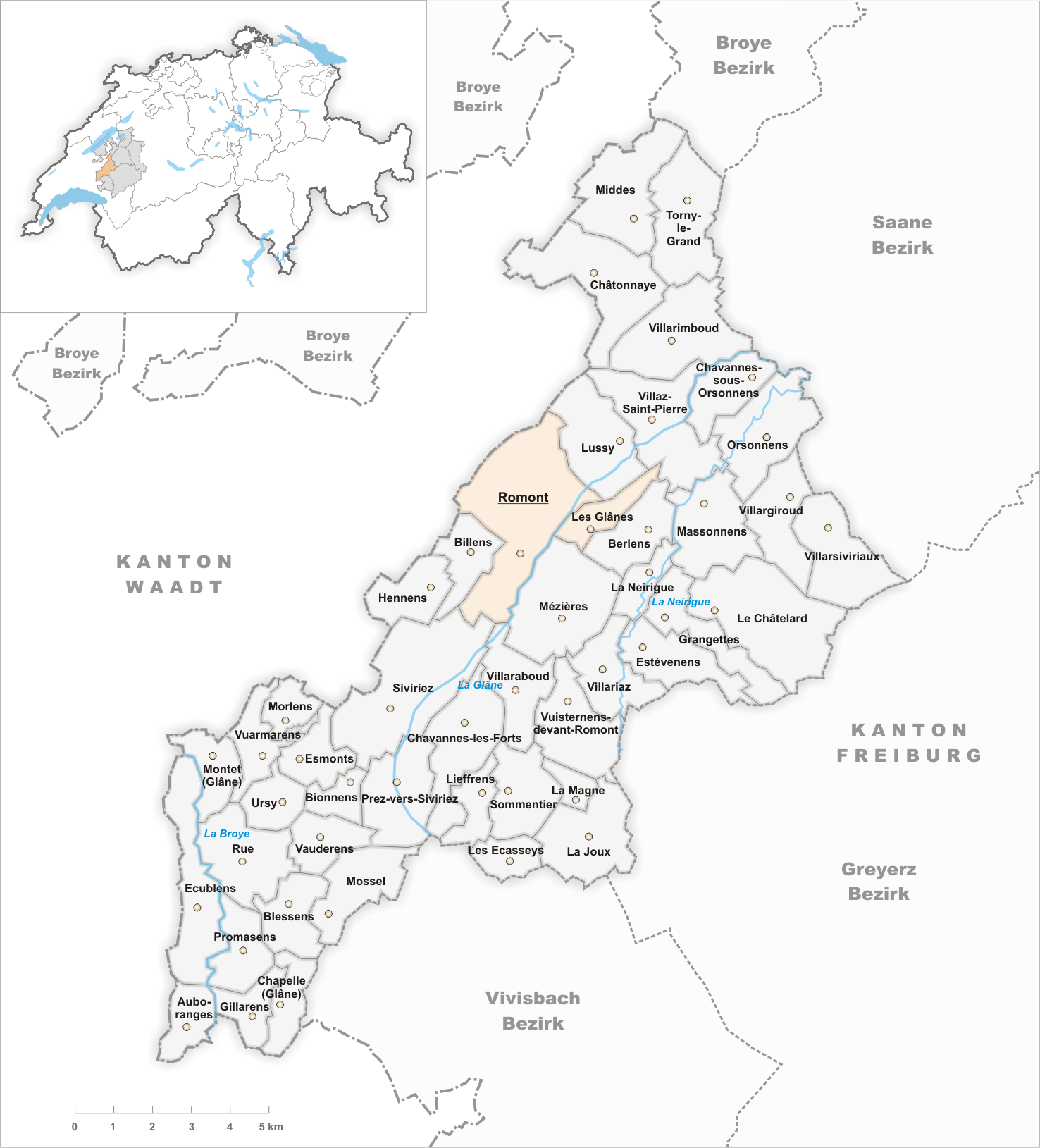
Gemeinden bis 1980
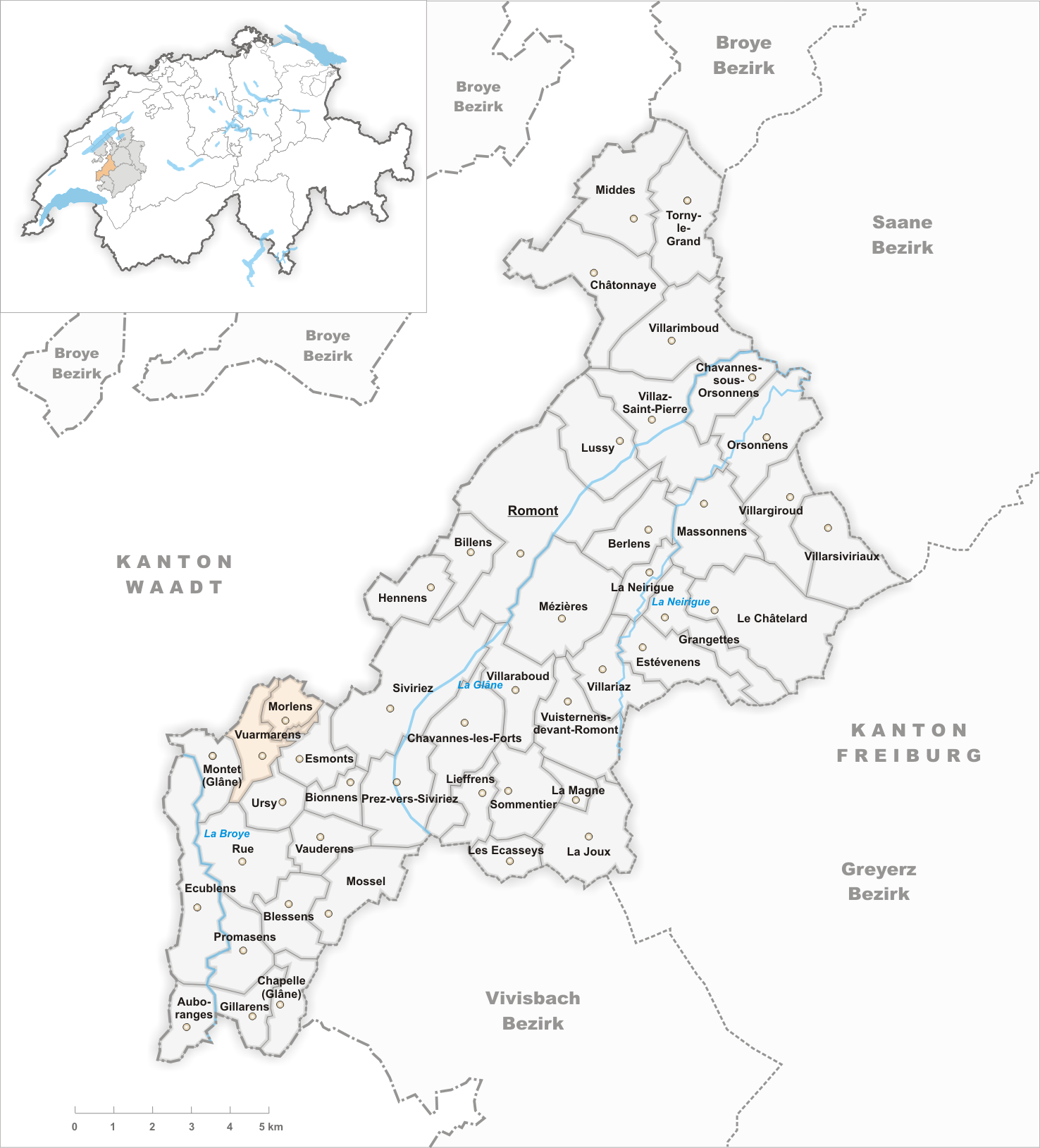
Gemeinden bis 1990
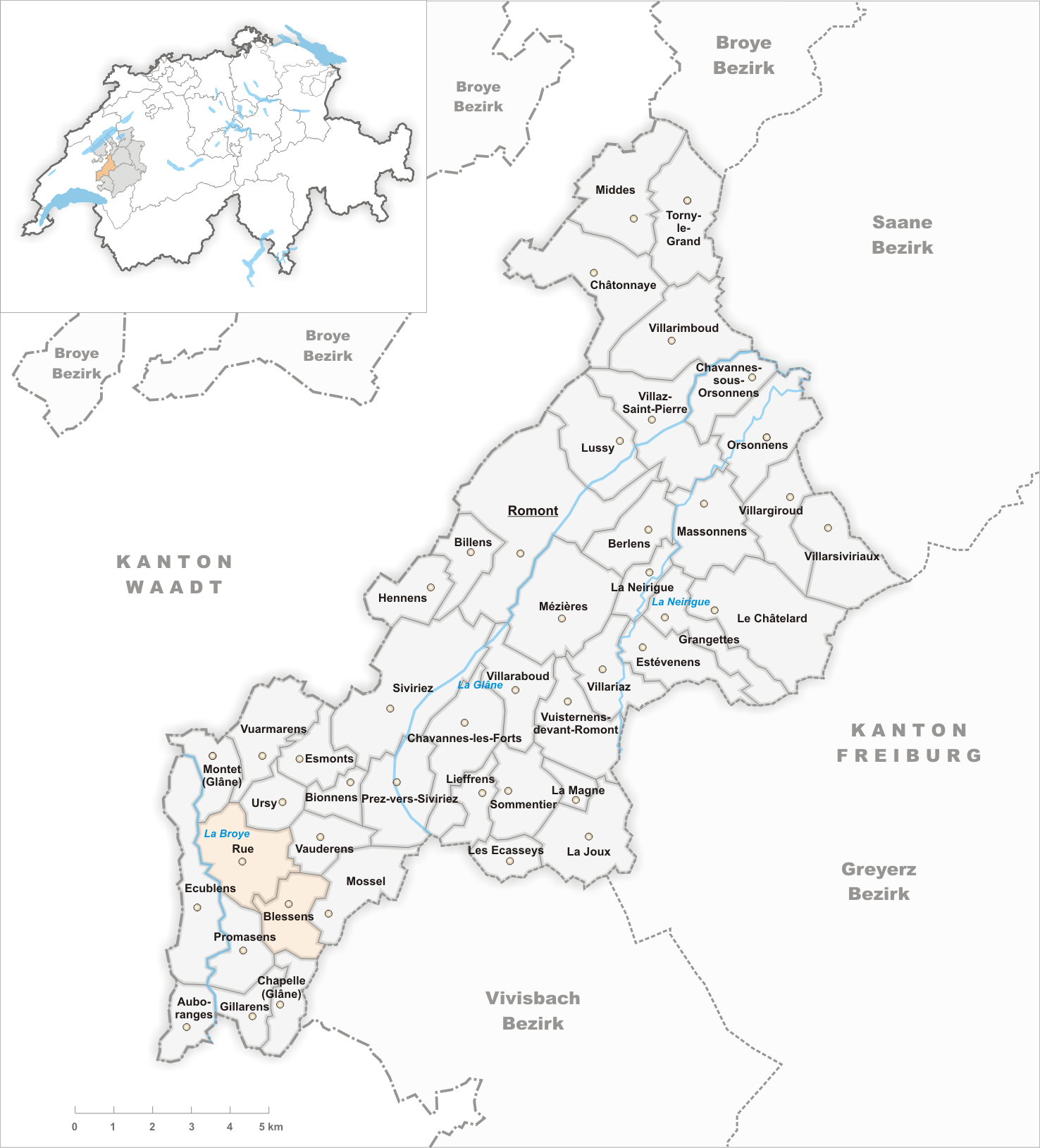
Gemeinden bis 1992
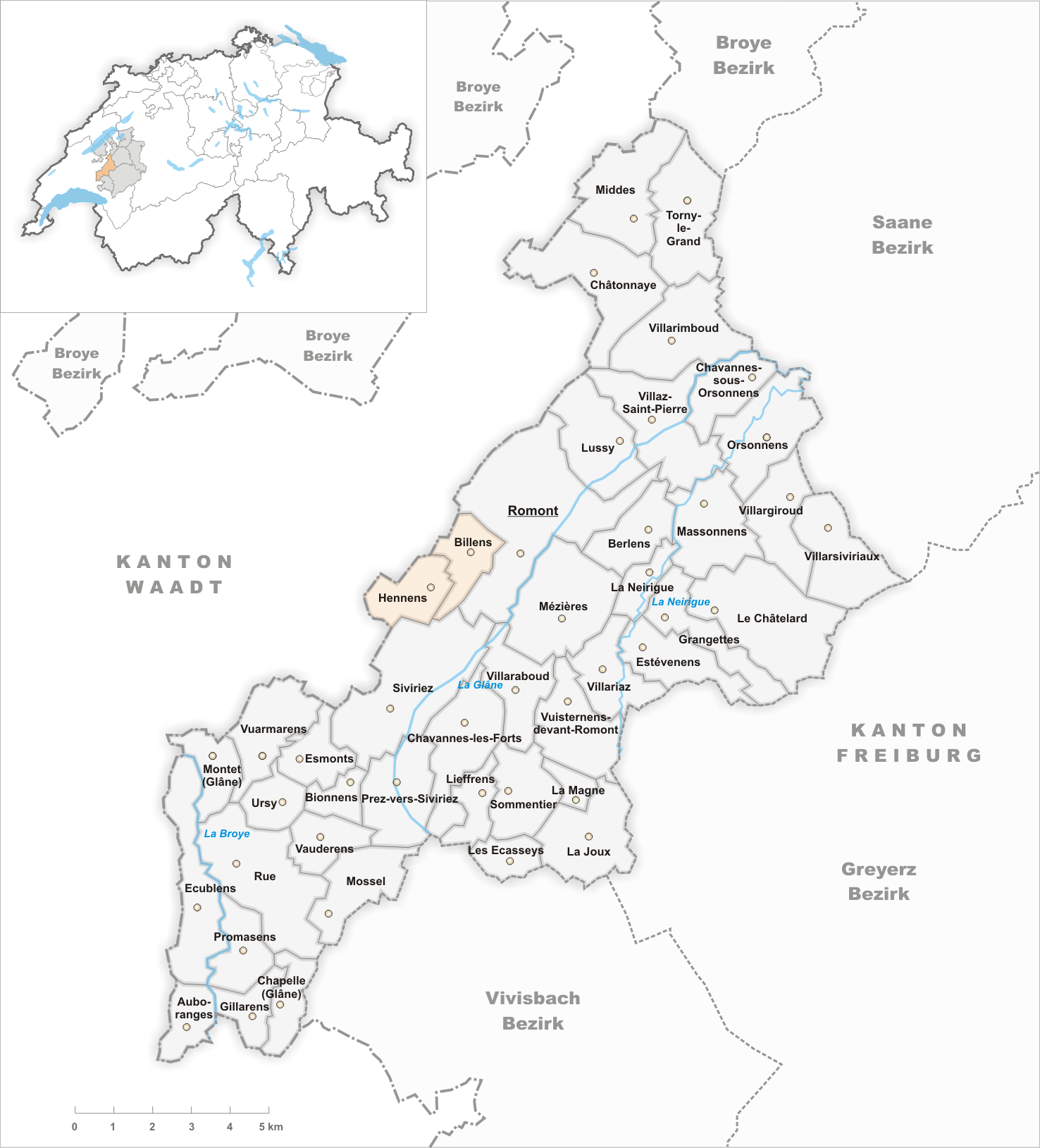
Gemeinden bis 1997
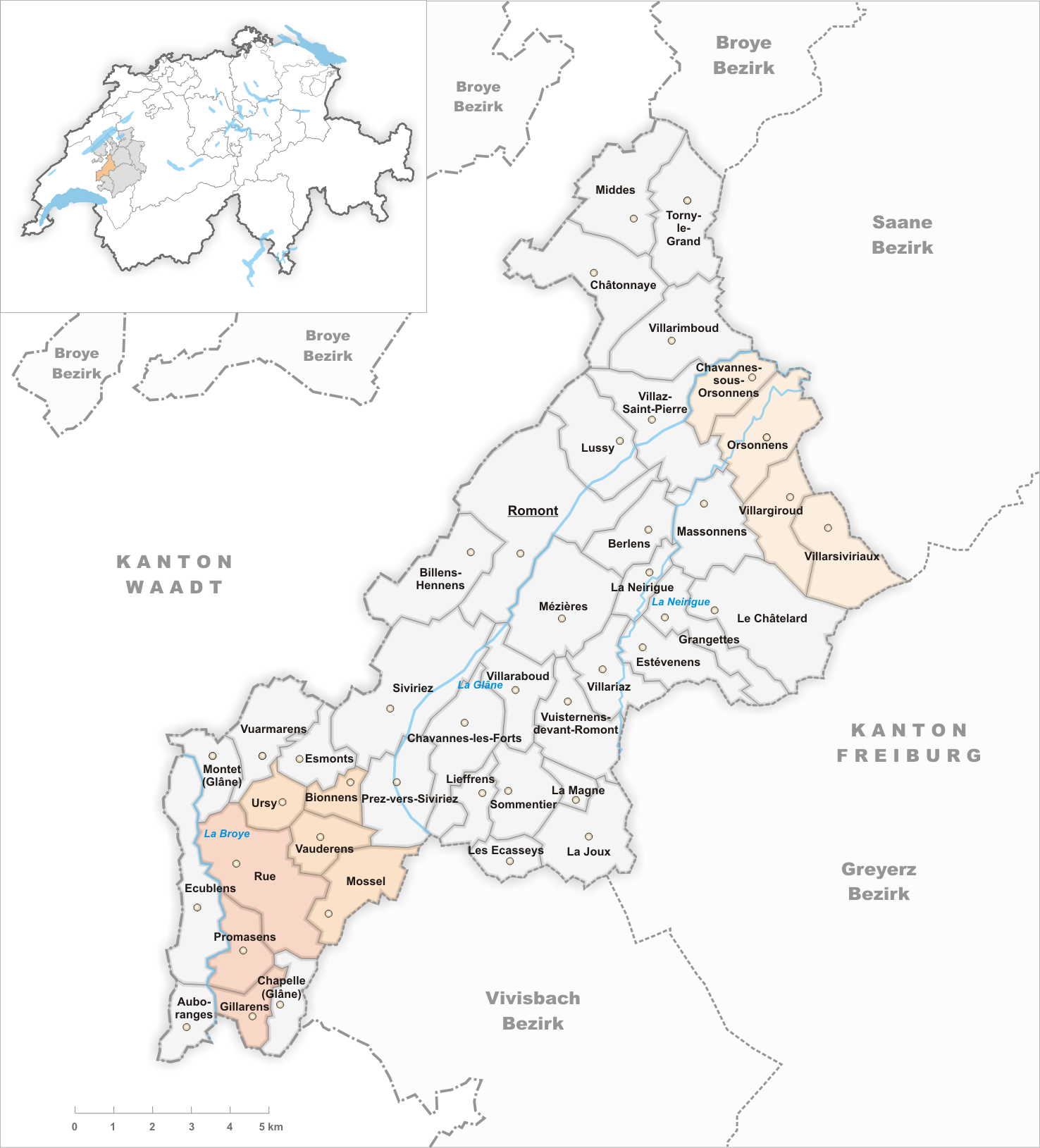
Gemeinden bis 2000
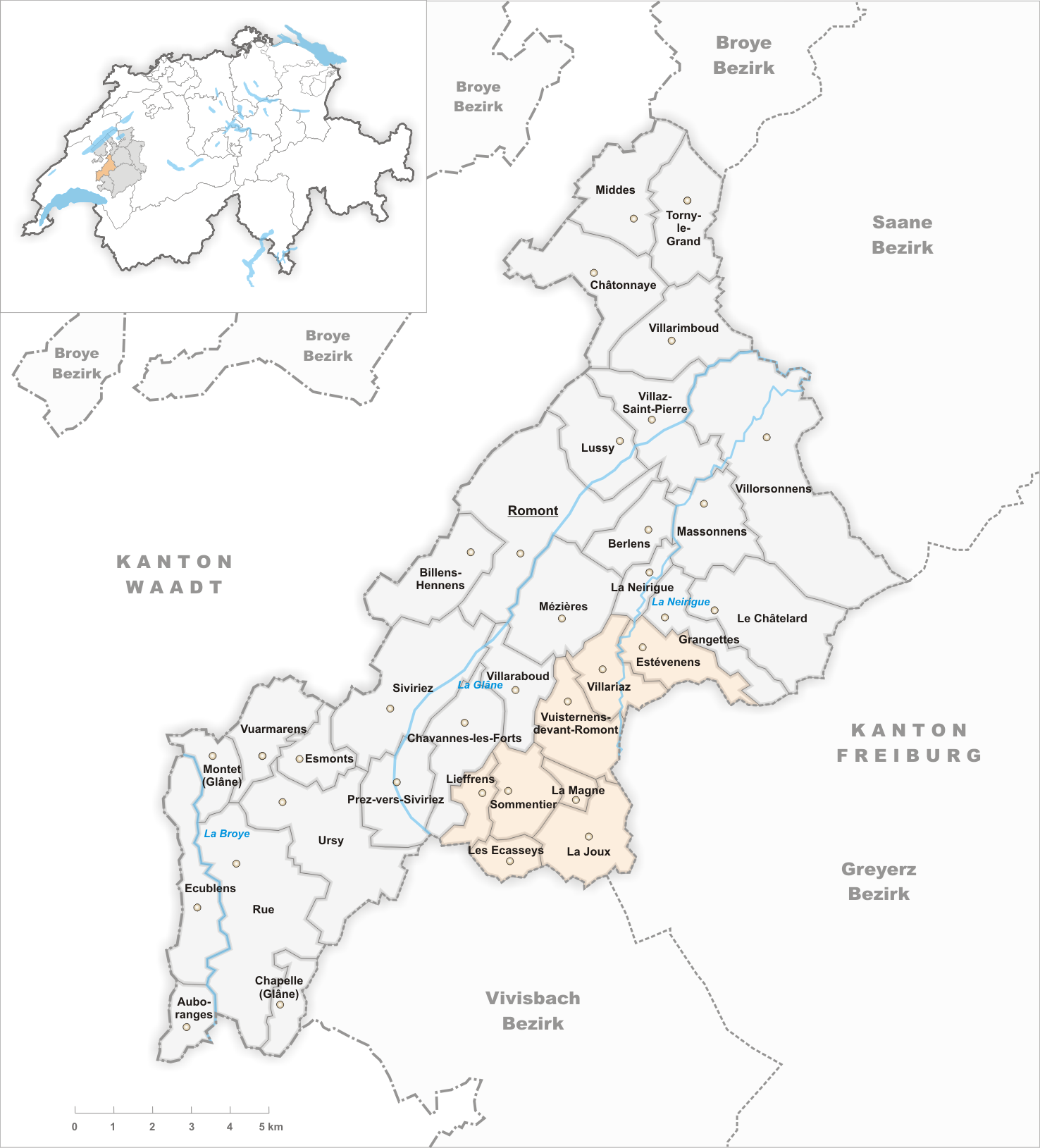
Gemeinden bis 2002
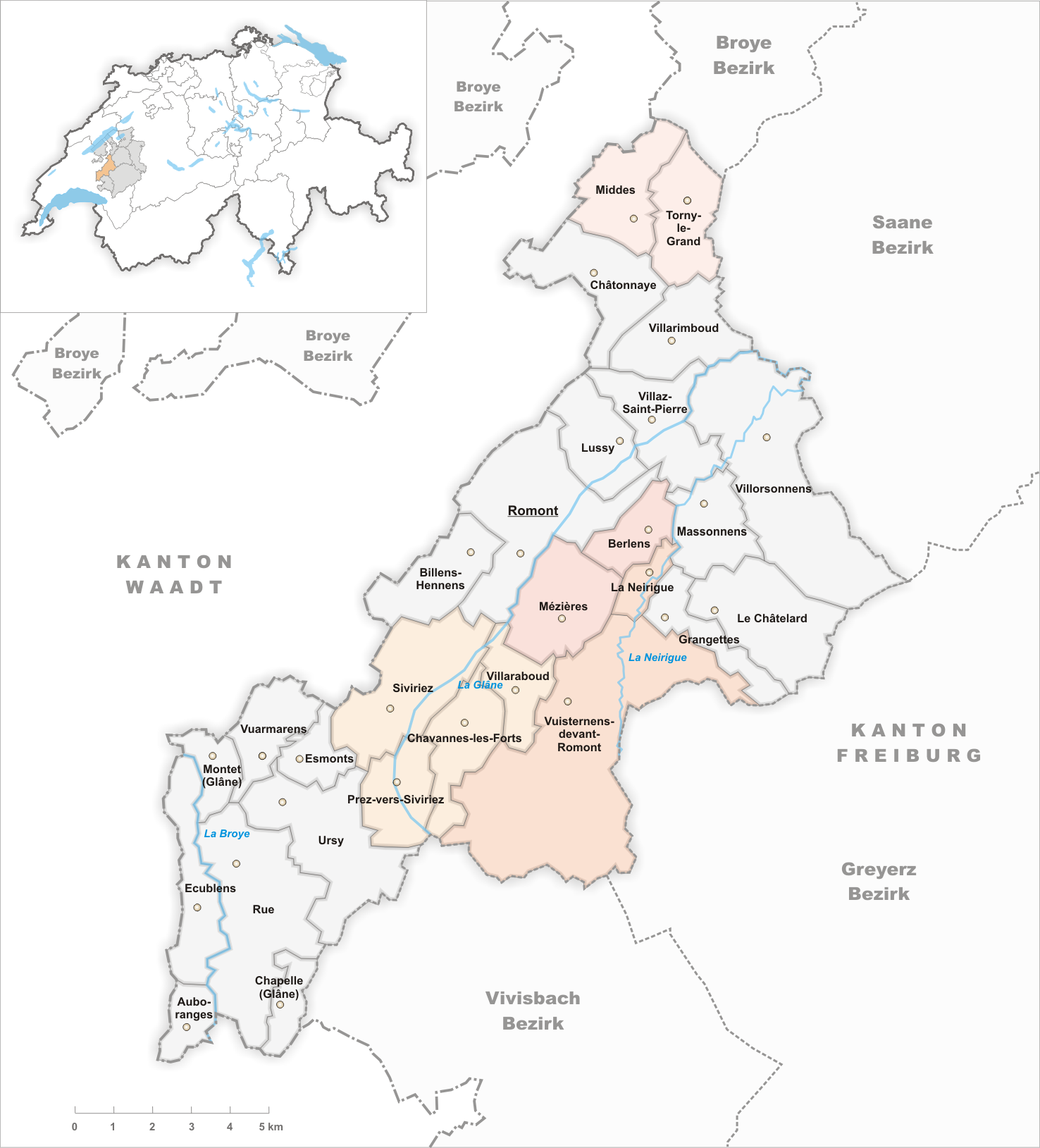
Gemeinden bis 2003
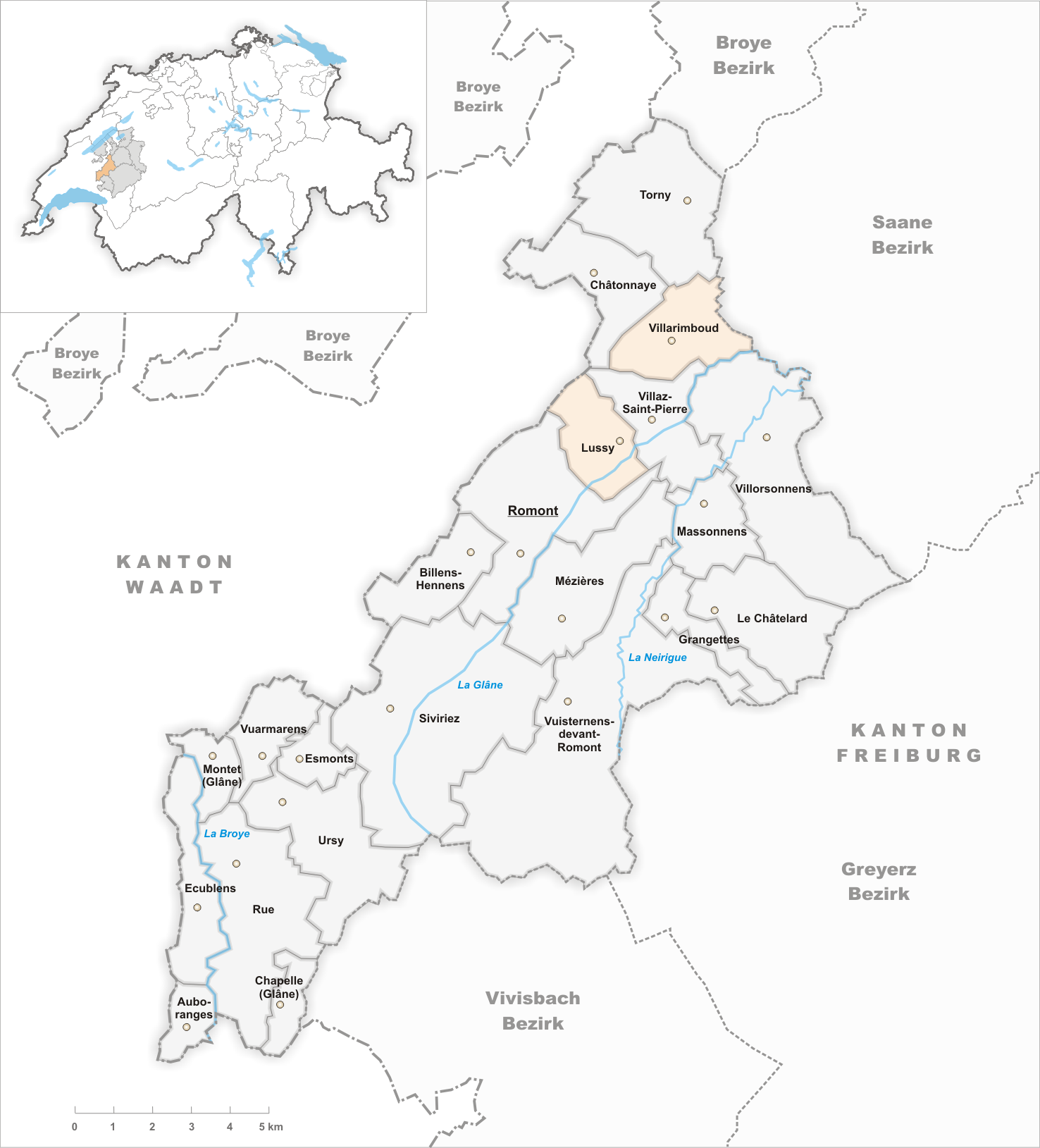
Gemeinden bis 2004
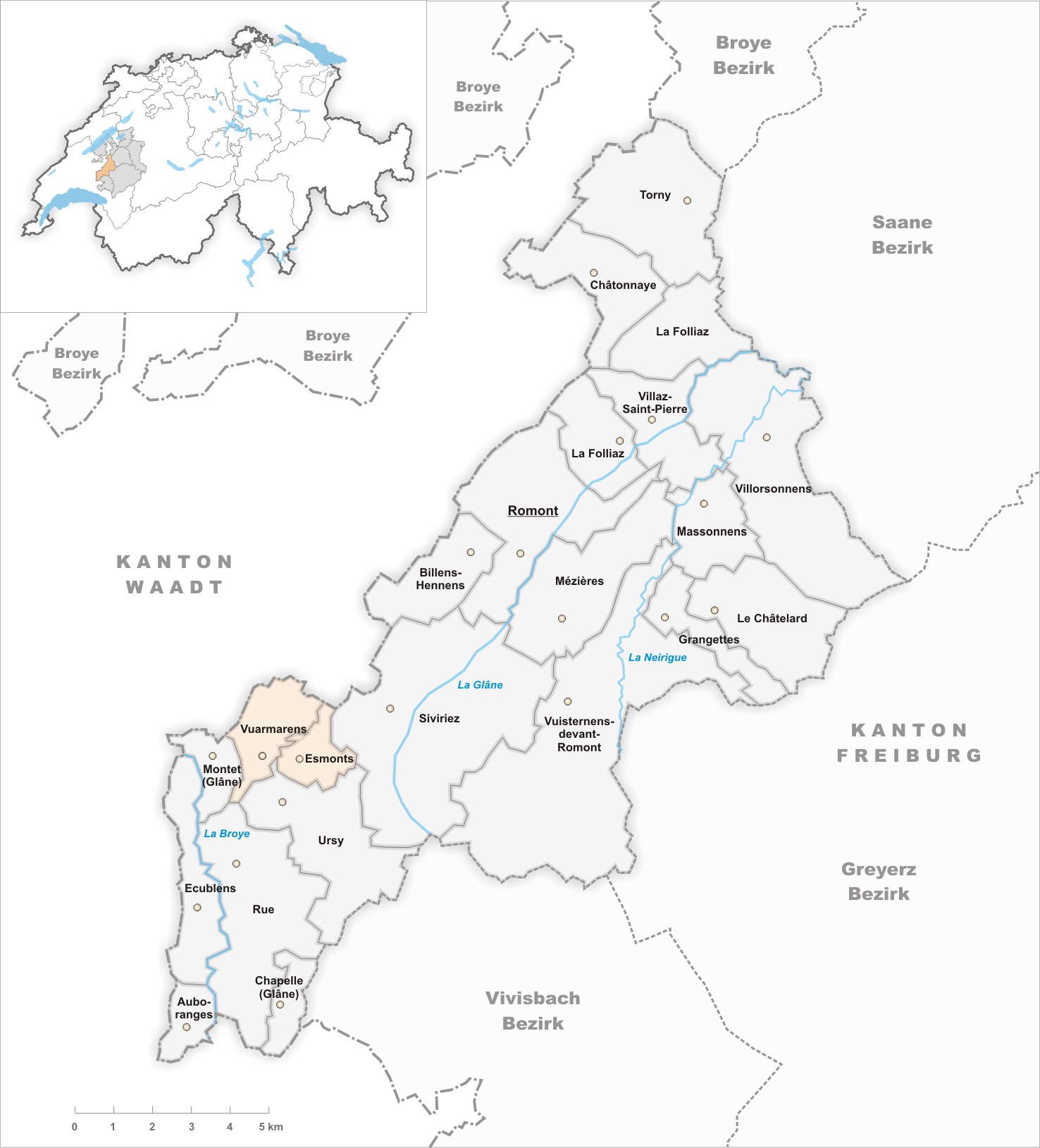
Gemeinden bis 2005
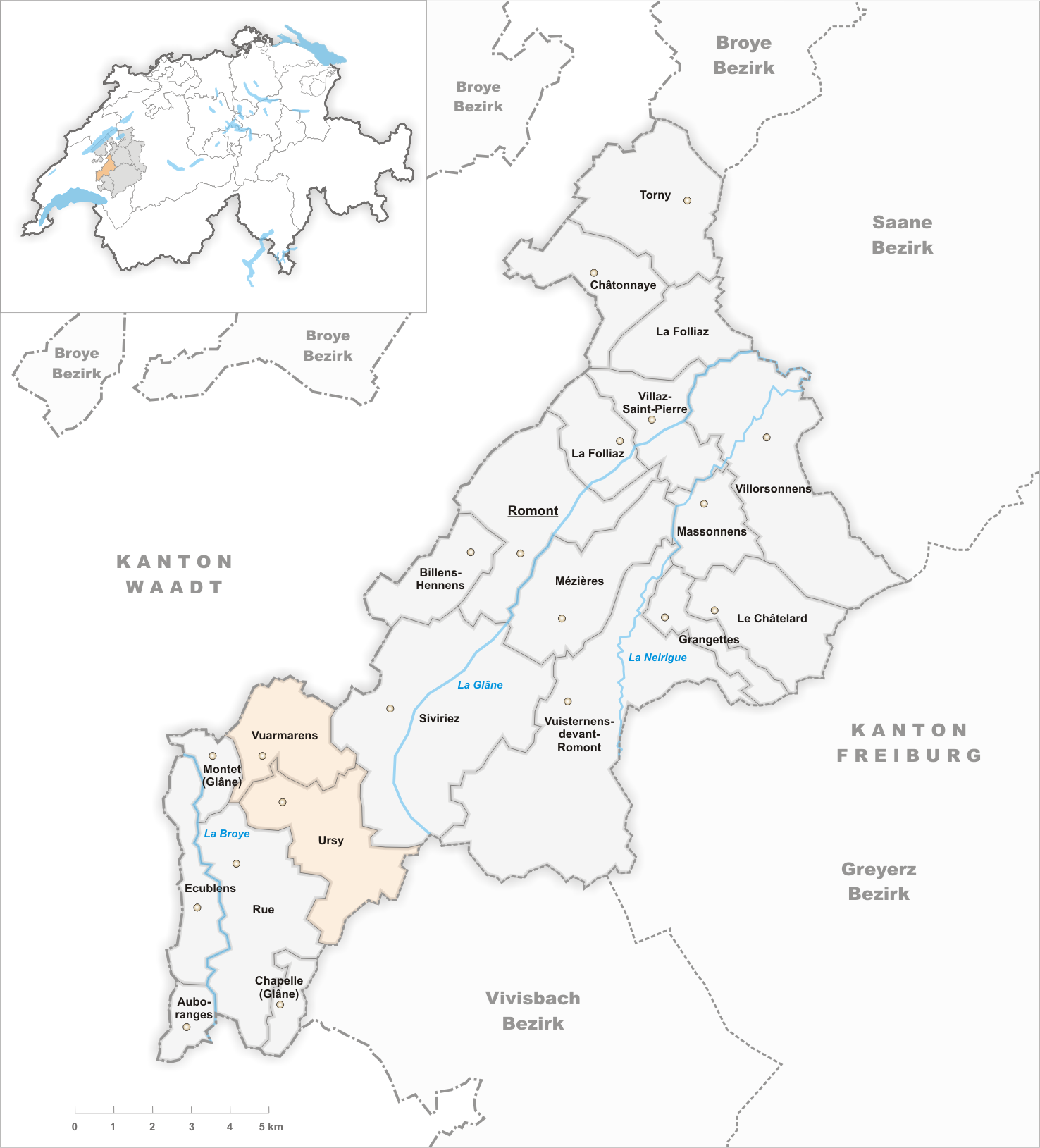
Gemeinden bis 2011
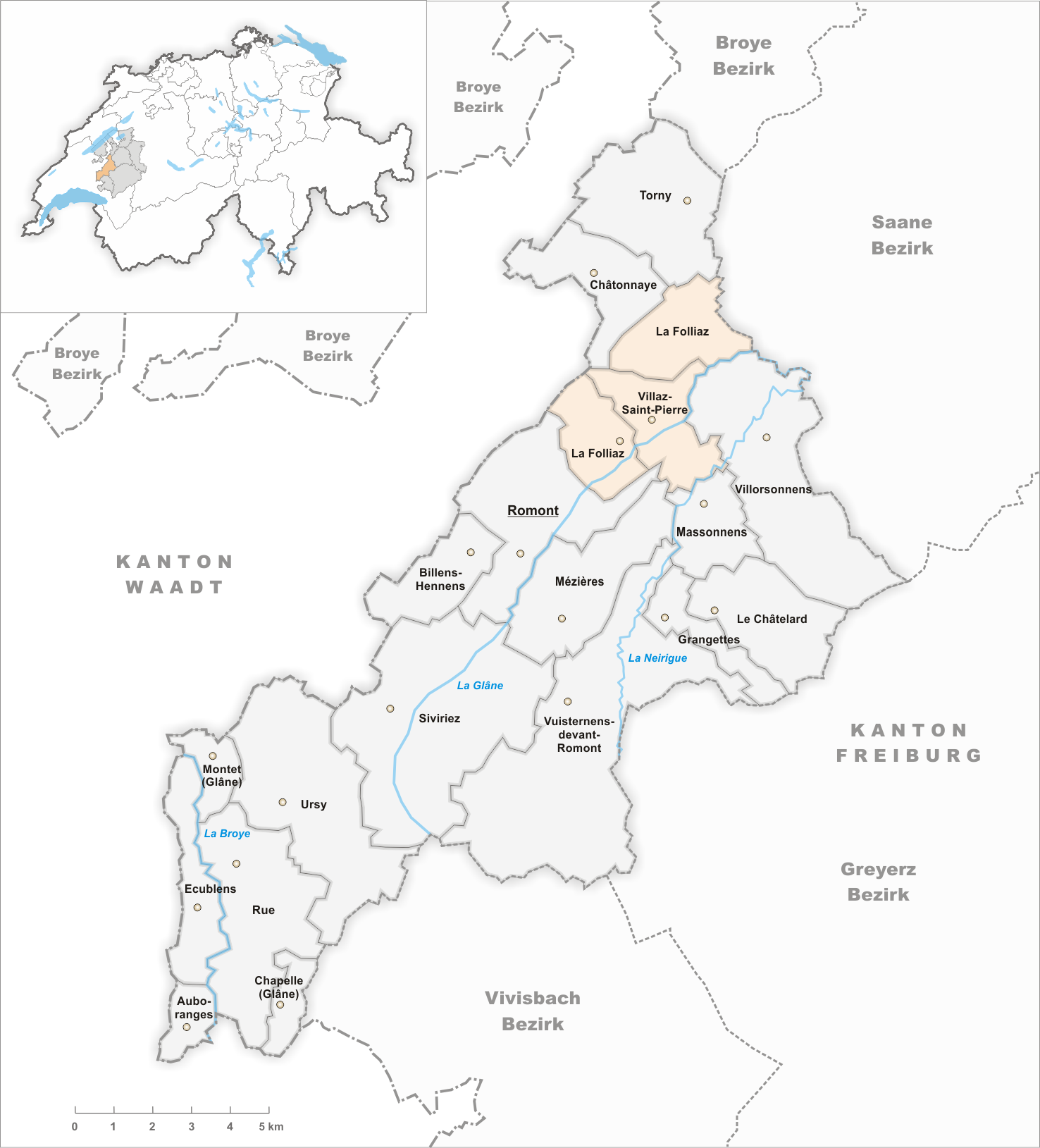
Gemeinden bis 2019
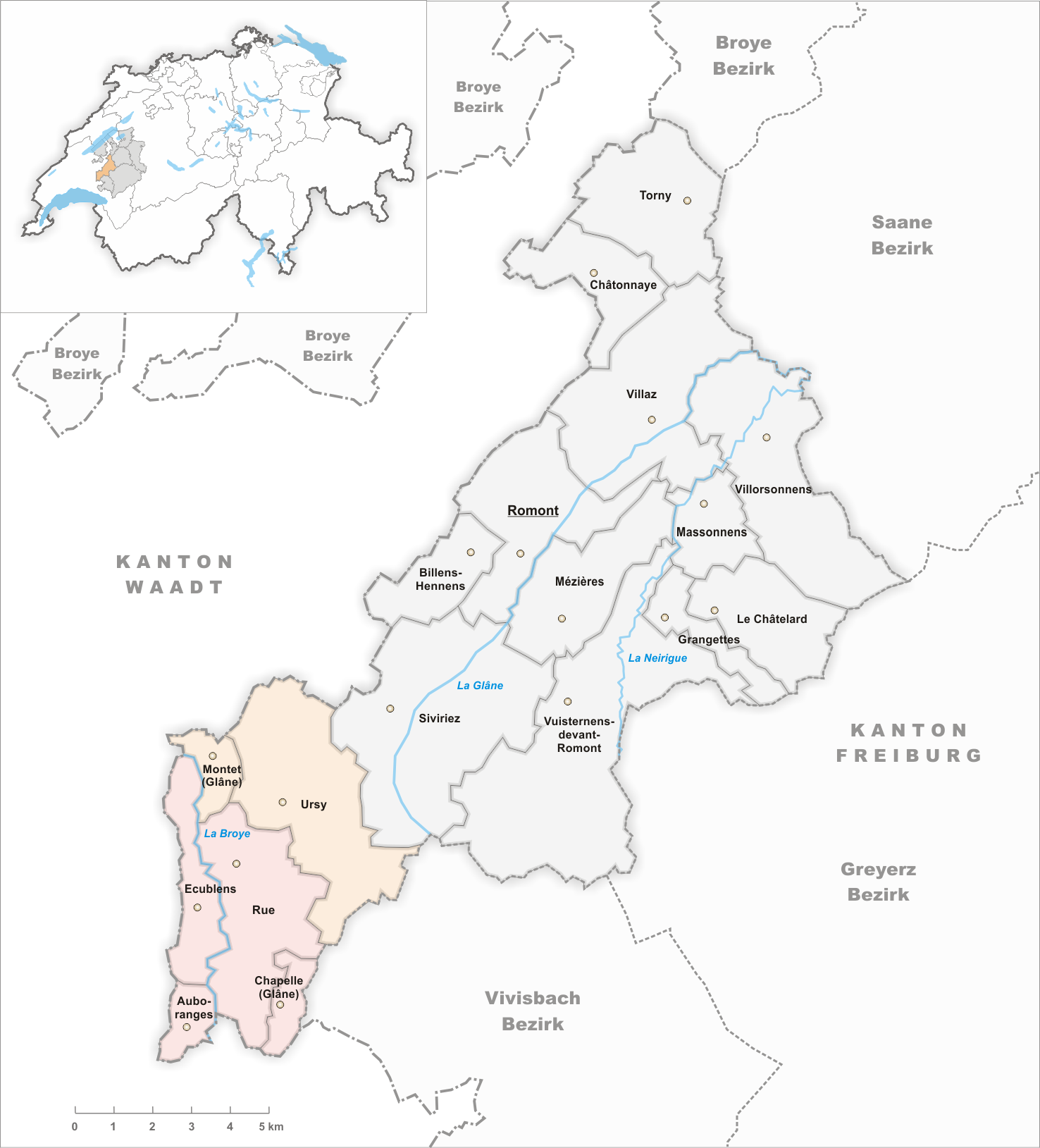
Gemeinden bis 2024

- 1866: Fusion Grange-la-Battiaz und Chavannes-sous-Orsonnens  →  Chavannes-sous-Orsonnens

- 1868: Fusion Arrufens und Romont  →  Romont

- 1953: Namensänderung von Chapelle-sur-Gillarens  →  Chapelle (Glâne)

- 1969: Fusion Ecublens, Eschiens und Villangeaux  →  Ecublens

- 1973: Fusion Macconnens und Villarimboud  →  Villarimboud

- 1978: Fusion Fuyens und Villaz-Saint-Pierre  →  Villaz-Saint-Pierre
- 1978: Fusion Le Saulgy, Siviriez und Villaranon  →  Siviriez

- 1981: Fusion Les Glânes und Romont  →  Romont

- 1991: Fusion Morlens und Vuarmarens  →  Vuarmarens

- 1993: Fusion Blessens und Rue  →  Rue

- 1998: Fusion Billens und Hennens  →  Billens-Hennens

- 2001: Fusion Bionnens, Mossel, Ursy und Vauderens  →  Ursy
- 2001: Fusion Gillarens, Promasens, Rue  →  Rue
- 2001: Fusion Chavannes-sous-Orsonnens, Orsonnens, Villargiroud und Villarsiviriaux  →  Villorsonnens

- 2003: Fusion Les Ecasseys, Estévenens, La Joux, Lieffrens, La Magne, Sommentier, Villariaz und Vuisternens-devant-Romont  →  Vuisternens-devant-Romont

- 2004: Fusion Berlens und Mézières  →  Mézières
- 2004: Fusion Middes und Torny-le-Grand  →  Torny
- 2004: Fusion Chavannes-les-Forts, Prez-vers-Siviriez, Siviriez und Villaraboud  →  Siviriez
- 2004: Fusion La Neirigue und Vuisternens-devant-Romont  →  Vuisternens-devant-Romont

- 2005: Fusion Lussy und Villarimboud  →  La Folliaz

- 2006: Fusion Esmonts und Vuarmarens  →  Vuarmarens

- 2012: Fusion Ursy und Vuarmarens  →  Ursy

- 2020: Fusion La Folliaz und Villaz-Saint-Pierre  →  Villaz

- 2025: Fusion Auboranges, Chapelle, Ecublens und Rue →  Rue

- 2025: Fusion Montet und Ursy →  Ursy